# Kanton Blois-4
Kanton Blois-4 (francouzsky Canton de Blois-4) je francouzský kanton v departementu Loir-et-Cher v regionu Centre-Val de Loire. Tvoří ho pouze část města Blois.